# Viljem II. Bronkhorstski
Viljem II. Bronkhorstski (rojen ok. 1229; prvič omenjen 1241  † pred 1294) je bil gospod Bronkhorstski in gospod Rekemski. Bil je sin Gijsberta III. Bronkhorstskega in Kunigunde Oldenburške.

## Življenje
Viljem je postal znan obraz na gelderlandskem dvoru. Večkrat je pričal za gelderskega vojvodo ob različnih priložnostih. Deloval je tudi kot razsodnik v enem od številnih sporov med Geldersi in Kleveškimi. Leta 1274 je sam ukrepal, ko je z eltensko cerkvijo zamenjal tlačana za tlačana. Eno najpomembnejših pričevanj Viljema II. je njegovo soporoštvo kot enega od devetnajstih plemičev ob poroki Reinalda I. Gelderskega z Margareto Flandrijsko leta 1286.
Viljem II. je poveljeval vojski med vojno za limburško nasledstvo (1283–1288), v kateri je vojvoda Janez I. Brabantski branil svoje zahteve po Limburgu pred grofom Reinaldom I. Gelderskim. Vojna se je končala s krvavo bitko pri Worringenu blizu Kölna, kjer so bili  Gelderski boleče poraženi.
Viljwm je umrl okoli leta 1290 v Bronkhorstu, Gelderland, star približno 61 let.

### Poroka in otroci
Viljem Bronkhorstski se je poročil z Irmgard Randerode-nsko pred letom 1260. Bila je hči Ludvika Randerodejskega. Iz zakonske zveze so se rodili naslednji otroci:
- Kunigunda Bronkhorstska (umrla 29. marca 1299). Leta 1270 se je poročila z Otom II. Dale-jskim (1245–1282), grofom Daleja in gospodom Diepenheimskim, sinom Henrika II. Dalejskim (rojen 1215) in Berte Bentheimske (rojena 1210).
- Gijsbert IV. Bronkhorstski (umrl 1317)
- Ludvik Brokhorstski (umrl verjetno kmalu po 3. juliju 1314), prošt katedrale v Hamburgu (1302–1314), prošt katedrale sv. Ansgarja v Bremnu (pred letom 1329)
- Janez Bronkhorstski (umrl 26. junija 1346). Bil je prošt v Elstu in Oudmünsterkerku v Utrechtu. V letih 1322–1323 in morda tudi leta 1341 je bil izvoljeni utrechtski škof, vendar ni postal škof.
- Heilvika  Bronkhorstska. Poročila se je s Henrikom, grofom Holsteinoskim (umrl 1304).
- Floris Bronkhorstski († 1307). Izvoljeni škof v Hamburgu.